# Michael Connelly
Michael Connelly (* 21. července 1956, Filadelfie, Pensylvánie, Spojené státy americké) je americký spisovatel. Píše především detektivní romány. Michael Connelly se proslavil především jako duchovní otec oblíbeného hrdiny, losangeleského policisty Harryho Bosche, a také právního zástupce Mickeyho Hallera. Jeho knihy byly přeloženy nejméně do 39 světových jazyků a vynesly mu mnoho ocenění. Žije na Floridě. 

## Dospívání
Michael Connelly se narodil ve Filadelfii v Pensylvánii jako druhé nejstarší dítě stavitele W. Michaela Connellyho a Mary Connellyové. Podle Connellyho byl jeho otec frustrovaný umělec, který podporoval a povzbuzoval své děti v tom, aby byly v životě úspěšné. W. Michael Connelly se nebál riskovat a při honbě za kariérou se mu dařilo přeměnit prohru v úspěch. Connellyho matka byla fanouškem detektivních knih a svého syna přivedla do světa napínavých románů.
Ve dvanácti letech se Connelly se svou rodinou přestěhoval z Filadelfie do Fort Lauderdale na Floridě a začal navštěvovat střední školu St. Thomas Aquinas High School. Connellyho zájem ve zločinnosti a tajemnu se vystupňoval poté, co po cestě z hotelu, kde pracoval jako pomocná síla v kuchyni, zahlédl muže jak hází nějaký předmět do živého plotu. Connelly byl zvědavý a rozhodl se plot prozkoumat. Zjistil, že zahozeným předmětem byla zbraň zabalená do dřevorubecké košile. Zbraň poté vrátil zpátky a sledoval podezřelého muže až do místního baru. Pak šel domů a vše pověděl svému otci. Později toho večera zavedl policisty do baru, ale ten muž už tam nebyl. Tato událost Connellymu ukázala svět policejních důstojníků a jejich životů. Ohromil jej při tom způsob, jakým pracují a vystupují.
Connelly zamýšlel následovat otcovu kariéru ve stavebnictví a začal studovat obor stavebnictví a obchod na University of Florida v Gainesvillu. Jeho známky však nebyly takové, jak si představoval. Jednou šel do kina na film Roberta Altmana Dlouhé loučení, a byl okouzlen tím, co viděl. Film natočený podle stejnojmenné knihy Raymonda Chandlera (v českém vydání Loučení s Lenoxem) Connellyho inspiroval a od té doby se chtěl stát spisovatelem detektivních knih. Connelly si pak doma přečetl všechny Chandlerovy knihy, v nichž vystupuje jako hlavní hrdina Philip Marlowe, detektiv z Los Angeles čtyřicátých a padesátých let, a rozhodl se změnit si svůj studijní obor na žurnalistiku s vedlejším zaměřením na kreativní psaní.

## Počátky kariéry
Poté, co v roce 1980 úspěšně dokončil studia na University of Florida, získal Connelly svou první práci v novinách Daytona Beach News Journal, kde měl na starost kriminální rubriku. Pracoval zde skoro dva roky dokud v roce 1981 nezískal práci ve Fort Laudersale News and Sun-Sentinel. Tady měl na starost kriminální rubriku v období floridských kokainových válek, které s sebou přineslo mnoho násilí a vražd. V těchto novinách pracoval několik let a v roce 1986 vedl společně s dvěma dalšími reportéry rozhovory s přeživšími havárie letu Delta 191 z roku 1985. Tento příběh vynesl Connellymu místo mezi finalisty Pulitzerovy ceny. Vyneslo mu to také práci krimi reportéra pro Los Angeles Times. V roce 1987 se přestěhoval do Kalifornie se svou ženou Lindou McCalebovou, s kterou se seznámil během studií a s níž se oženil v dubnu 1984.
Hned poté co se přestěhoval do Los Angeles vyrazil Connelly prohlédnout si High Tower Apartments, kde žil Philip Marlowe, slavná postava Raymonda Chandlera, a kde Robert Altman natočil svůj film. Connelly si promluvil se správcem budovy, a ten slíbil, že mu zavolá v případě, že by se ten byt někdy v budoucnu uvolnil. Za deset let správce budovy skutečně Connellyho vyhledal a ten se rozhodl si byt pronajmout. Sloužil mu pak několik let jako místo pro psaní, ale bylo tomu tak spíše na základě nostalgie než nějakého komfortu (byt například neměl klimatizaci).
Po třech letech u Los Angeles Times napsal Connelly svůj první román Černá ozvěna. Před tím ještě pracoval na dvou nedokončených románech, jež se však ani nepokusil publikovat. Práva na román Černá ozvěna prodal nakladatelství Little, Brown, které jej v roce 1992 vydalo. Román byl také oceněn cenou Edgar za nejlepší prvotinu. Kniha je částečně napsána podle skutečného zločinu a je první knihou, která představuje Connellyho hlavního hrdinu, detektiva z policejního oddělení Los Angeles, Hieronyma „Harryho" Bosche. Podle samotného Connellyho s ním tato postava sdílí pár povahových vlastností. Connelly pojmenoval Bosche podle holandského malíře Hieronyma Bosche, který je známý pro své malby plné hříchu a vykoupení, včetně malby nazvané „Peklo“. Kopie tohoto obrazu visí v Connellyho kanceláři za jeho počítačem. Connelly popisuje svou práci jako obrovské plátno se všemi postavami z jeho románů, které po něm proplouvají jako vlny po obraze. Tyto postavy na sebe občas nevyhnutelně narážejí a vytvářejí tak další vlny. Toho Connelly dosahuje tím, že znovu využívá postavy ze svých předchozích knih, a přisuzuje jim nové role v knihách napsaných několik let poté, co byly tyto postavy poprvé uvedeny na scénu.
Předtím než Connelly opustil svou práci reportéra napsal ještě tři další romány s detektivem Boschem v hlavní roli – Černý led (1993), Dvanáctá oběť (1994) a Poslední kojot (1995). Poté se začal věnovat psaní na plný úvazek.

## Kariéra spisovatele
Connelly a jeho hlavní hrdina Harry Bosch získali spoustu publicity v roce 1994, když filmové kamery zachytily prezidenta USA Billa Clintona, jak vychází z knihkupectví s výtiskem Connellyho knihy Dvanáctá oběť v ruce. Pro Connellyho bylo velkou ctí získat takového fanouška a s Billem Clintonem se pak setkal i osobně na Losangeleském letišti.
V roce 1996 napsal knihu Básník, která byla první, v níž se neobjevil Harry Bosch. Hlavním hrdinou byl reportér Jack McEvoy. Kniha se stala úspěšnou a Connelly byl kritiky srovnáván s Thomasem Harrisem. V roce 1997 se Connelly vrátil zpátky k Harrymu Boschovi v knize Falešní hráči aby pak napsal knihu Obranná reakce (1998) s dalším novým hlavním hrdinou, agentem FBI Terrym McCalebem. Kniha vznikla poté co jeden z Connellyho přátel prodělal transplantaci srdce a Connelly sledoval jak jeho přítel po operaci trpěl syndromem viny přeživšího. Kniha byla v roce 2002 natočena jako film (v Česku uvedeno pod názvem Krvavá stopa) pod režijním vedením Clinta Eastwooda, který si také zahrál hlavní roli. Příběh se točí kolem Terryho McCaleba, agenta FBI s transplantovaným srdcem, který se snaží najít vraha svého dárce. Když byl Connelly dotázán, jestli má výtky proti příběhovým změnám ve scénáři, jednoduše odpověděl: „Když si od někoho vezmete peníze, je už pak na něm jak bude příběh vyprávět.“
V roce 1999 napsal Connelly Andělský let, další knihu s Boschem v hlavní roli. Další knihou byl Zrádný měsíc (2000), v níž vystupuje zlodějka z Las Vegas jménem Cassie Blacková. Tato kniha zatím nepatří do žádné série. V roce 2001 byla vydána kniha Temnější než noc, v níž se setkávají dva Connellyho hrdinové, Bosch a McCaleb, aby společně pracovali na případu vraždy. V roce 2002 vyšly dvě knihy. Jako první vyšel román Město kostí, který je již osmou knihou s Harrym Boschem. Druhou knihou byla Horká linka, jež není součástí žádné série. V roce 2001 Connelly opustil Kalifornii a přestěhoval se se svou ženou a dcerou do Tampy Bay na Floridě, aby on i jeho žena byli blíže svým rodinám. I když se Connelly přestěhoval z jednoho pobřeží Spojených států na druhé, jeho romány se stále odehrávaly v Los Angeles, protože necítil potřebu psát knihy umístěné na Floridě.
V roce 2003 byl vydán další román s Harrym Boschem pod názvem Ztracené světlo. Společně s touto knihou bylo vydáno CDčko "Temná posvátná noc, hudba Harryho Bosche", na němž jsou k nalezení některé z jazzových skladeb, které Bosch poslouchá. Connelly říká, že on sám nejraději poslouchá rock and roll, jazz a blues. Když ale píše své knihy tak poslouchá pouze instrumentální jazz, protože v něm není rušivý zpěv, a protože improvizační hudba inspiruje jeho psaní. Temné proudy byly vydány v roce 2004. Kniha navazuje na příběh z Básníka, ale hlavní postavou je Harry Bosch namísto Jacka McEvoye. Společně s touto knihou bylo vydáno DVDčko "Modrá neonová noc: Los Angeles Michaela Connellyho". V tomto filmu nám Connelly představuje vybrané části Los Angeles, které se často objevují v jeho knihách.
Poslední šance byla vydána v květnu 2005 a jedná se o jedenáctý román s Harrym Boschem. V říjnu pak následoval román Advokát, jež byl Connellyho první knihou z právnického prostředí. Hlavní postavou je obhájce Mickey Haller, Boschův nevlastní bratr. Kniha byla v roce 2011 zfilmována v režii Brada Furmana a Mickeyho Hallera si zahrál Matthew McConaughey (v Česku byl film distribuován pod názvem Obhájce). V roce 2006 vydal knihu Crime Beat, která popisuje Connellyho reálné zkušenosti krimi reportéra. Ve stejném roce se vrátil k Boschovi v knize Park ozvěn. Úvodní scéna knihy se odehrává v komplexu High Tower Apartment, kde si Connelly pronajal byt a kde své knihy i psal. Jeho další kniha Vyhlídka byla původně vydána na pokračování v New York Times magazínu. Po úpravách byla vydána také jako román v roce 2007. V roce 2008 napsal Connelly knihu Rozsudek ráže 9, která poprvé svedla dohromady Harryho Bosche a Mickeyho Hallera. Následovala kniha Strašák, která opět představila Jacka McEvoye jako hlavního hrdinu. Román 9 draků pak byl vydán v říjnu 2009 a zavedl Bosche do Hongkongu. Zrušený rozsudek z října 2010 pak znovu svedl dohromady Bosche a Hallera, kteří zde společně pracují na obnovení soudního řízení s vrahem dětí. Román s Mickeym Hallerem v hlavní roli Pátý svědek vyšel v roce 2011.
Pád byl vydán v listopadu 2011 a v roce 2012 následoval román Černá skříňka. V roce 2013 se Connelly vrátil k Mickeymu Hallerovi v knize Bohové viny. V roce 2014 napsal Connelly další knihu s Harrym Boschem v hlavní roli s názvem Hořící pokoj. V dalších dvou knihách s Harrym Boschem se ve vedlejší roli objevuje Mickey Haller. Jedná se o romány Přeběhlík (2015) a Odvrácená strana konce (2016).

## Film a televize
Connelly byl tvůrcem a vedoucím producentem akčního seriálu Level 9, jehož 13 epizod bylo vysíláno v sezóně 2000 až 2001 na televizní stanici UPN.
Jeho kniha Obranná reakce byla v roce 2002 natočena jako film, který byl v Česku uveden do kin pod názvem Krvavá stopa. Scénář napsal Brian Helgeland a režie se ujal Clint Eastwood, který zde také hraje hlavní roli.
V roce 2004 se Connelly objevil v dokumentárním snímku „Modrá neonová noc: Los Angeles Michaela Connellyho“. Příležitostně se také objevuje v dramatickém komediálním televizním seriálu Castle na zabití, kde hraje malou roli sama sebe. Společně se Stephanem J. Cannellem, Jamesem Pattersonem a Dennisem Lehanem je jedním z pokerových spoluhráčů hlavního hrdiny.
Connellyho kniha Advokát byla v roce 2011 natočena jako film s Matthew McConaugheym v hlavní roli právního obhájce Michaela „Mickey“ Hallera. V českých kinech byl film uveden pod názvem Obhájce.
Connelly se také podílí na produkci televizní série s názvem „Bosch“ pro Amazon Studios. Tato televizní série je založena na Connellyho románech s Harrym Boschem. První řada je od února 2015 dostupná ve streamované podobě na službě Amazon Prime. V březnu 2016 měla premiéru druhá řada, která je inspirována Connellyho romány Falešní hráči, Pád a Poslední kojot. Amazon si momentálně objednal natočení již šesté série.

## Technika psaní
Když Connelly začíná psát knihu, většinou ještě nemá o celém příběhu úplně jasno, ale tuší jak se bude vyvíjet. Jeho knihy často odrážejí skutečné světové události jako třeba teroristické útoky z 11. září 2001. V jeho knihách se občas objevují i méně důležité události, protože mají pro Connellyho nějaký osobní význam. Např. v knize Město kostí detektiv Bosch vyšetřuje vraždu dvanáctiletého chlapce. Tato kniha byla napsána v době, kdy byla Connellyho dcera ještě malá. Connelly říká, že jeho záměrem původně nebylo psát o jeho největším životním strachu, ale prostě to tak nakonec vyšlo.
Život detektiva Bosche prochází často různými změnami v závislosti na událostech v Connellyho vlastním životě. Když se Connelly přestěhoval přes celé Spojené státy do 4.500 kilometrů vzdálené Floridy, prožil Bosch v knize Město kostí zásadní životní události, které jej poslaly novým směrem. Connelly říká, že jeho „skutečnou“ prací je psát knihy o Boschovi, a v knize Temnější než noc přivedl McCaleba a Bosche dohromady hlavně proto, aby využil postavu McCaleba k pohledu na Bosche z jiné perspektivy, a tím této postavě zachoval její zajímavost.

## Dílo
| Český název            | Originální název           | Rok vydání originálu | Rok vydání v ČR | Hlavní postava                | Vedlejší postavy                 |
| ---------------------- | -------------------------- | -------------------- | --------------- | ----------------------------- | -------------------------------- |
| Černá ozvěna           | The Black Echo             | 1992                 | 1999            | Harry Bosch                   | Eleanor Wishová                  |
| Černý led              | The Black Ice              | 1993                 | 2000            | Harry Bosch                   |                                  |
| Dvanáctá oběť          | The Concrete Blonde        | 1994                 | 2001            | Harry Bosch                   |                                  |
| Poslední kojot         | The Last Coyote            | 1995                 | 2001            | Harry Bosch                   |                                  |
| Básník                 | The Poet                   | 1996                 | 2001            | Jack McEvoy                   | Rachel Wallingová                |
| Falešní hráči          | Trunk Music                | 1997                 | 2002            | Harry Bosch                   | Eleanor Wishová, Roy Lindell     |
| Obranná reakce         | Blood Work                 | 1998                 | 1999            | Terry McCaleb                 | Jaye Winstonová                  |
| Andělský let           | Angels Flight              | 1999                 | 1999            | Harry Bosch                   | Eleanor Wishová, Roy Lindell     |
| Zrádný měsíc           | Void Moon                  | 2000                 | 2002            | Cassie Blacková               |                                  |
| Temnější než noc       | A Darkness More Than Night | 2001                 | 2002            | Terry McCaleb, Harry Bosch    | Jaye Winstonová, Jack McEvoy     |
| Město kostí            | City of Bones              | 2002                 | 2002            | Harry Bosch                   |                                  |
| Horká linka            | Chasing the Dime           | 2002                 | 2010            | Henry Pierce                  |                                  |
| Ztracené světlo        | Lost Light                 | 2002                 | 2002            | Harry Bosch                   | Eleanor Wishová, Roy Lindell     |
| Temné proudy           | The Narrows                | 2004                 | 2004            | Harry Bosch                   | Rachel Wallingová, Terry McCaleb |
| Poslední šance         | The Closers                | 2005                 | 2005            | Harry Bosch                   | Kiz Riderová                     |
| Advokát                | The Lincoln Lawyer         | 2005                 | 2006            | Mickey Haller                 |                                  |
| Park ozvěn             | Echo Park                  | 2006                 | 2007            | Harry Bosch                   | Rachel Wallingová                |
| Vyhlídka               | The Overlook               | 2007                 | 2008            | Harry Bosch                   | Rachel Wallingová                |
| Rozsudek ráže 9        | The Brass Verdict          | 2008                 | 2009            | Mickey Haller                 | Harry Bosch, Jack McEvoy         |
| Strašák                | The Scarecrow              | 2009                 | 2009            | Jack McEvoy                   | Rachel Wallingová                |
| 9 draků                | Nine Dragons               | 2009                 | 2010            | Harry Bosch                   | Eleanor Wishová, Mickey Haller   |
| Zrušený rozsudek       | The Reversal               | 2010                 | 2011            | Mickey Haller                 | Harry Bosch, Rachel Wallingová   |
| Pátý svědek            | The Fifth Witness          | 2011                 | 2012            | Mickey Haller                 |                                  |
| Pád                    | The Drop                   | 2011                 | 2012            | Harry Bosch                   |                                  |
| Černá skříňka          | The Black Box              | 2012                 | 2013            | Harry Bosch                   |                                  |
| Bohové viny            | The Gods of Guilt          | 2013                 | 2014            | Mickey Haller                 |                                  |
| Hořící pokoj           | The Burning Room           | 2014                 | 2015            | Harry Bosch                   | Rachel Wallingová, Lucia Sotová  |
| Přeběhlík              | The Crossing               | 2015                 | 2016            | Harry Bosch                   | Mickey Haller, Lucia Sotová      |
| Odvrácená strana konce | The Wrong Side of Goodbye  | 2016                 | -               | Harry Bosch                   | Mickey Haller                    |
| Noční směna            | The Late Show              | 2017                 | 2019            | Renee Ballardová              |                                  |
| Dva druhy pravdy       | Two Kinds of Truth         | 2017                 | 2018            | Harry Bosch                   |                                  |
| Temná svatá noc        | Dark Sacred Night          | 2018                 | 2019            | Harry Bosch, Renee Ballardová |                                  |
| -                      | The Night Fire             | 2019                 | -               | Harry Bosch, Renee Ballardová | Mickey Haller                    |
| -                      | Fair Warning               | 2020                 | -               | Jack McEvoy                   |                                  |
| Ulička zmrtvýchvstání  | Resurrection Walk          | 2023                 | 2024            | Mickey Haller, Harry Bosch    |                                  |